# Emanon (mangá)
Lembranças de Emanon (おもいでエマノン, Omoide Emanon) é uma série de mangas escrita por Kenji Tsuruta, baseada no conto original de 1983 escrito por Shinji Kajio. Foi publicado em série na revista de manga seinen Monthly Comic Ryū da editora japonesa Tokuma Shoten de setembro de 2006 a janeiro de 2008, com os seus capítulos recolhidos num único volume wideban. Outra série, Emanon Wanderer, foi seriada na mesma revista de Outubro de 2008 a Dezembro de 2017, com os seus capítulos recolhidos em três volumes. O manga foi licenciado na América do Norte pela Dark Horse Comics. Em Portugal foi lançado pela Sendai Editora.

## Premissa
A série segue as viagens de Emanon (エマノン) ("No Name" ao contrário), uma jovem misteriosa que possui uma memória de três mil milhões de anos, que remonta à criação da vida. Emanon renasceu inúmeras vezes, retendo todas as memórias e experiências de todas as suas vidas passadas. Ela vagueia pelo mundo sem um destino claro em mente, e continuará a fazê-lo repetidas vezes no futuro.

## Publicação

### Japão
Baseado num romance de 1983 escrito por Shinji Kajio, e ilustrado por Kenji Tsuruta, Lembranças de Emanon foi publicado em série na revista de manga seinen Monthly Comic Ryū da editora japonesa Tokuma Shoten de 19 de Setembro de 2006 a 19 de Janeiro de 2008. A Tokuma Shoten reuniu os seus capítulos num único volume wideban lançado a 20 de Maio de 2008.
Uma adaptação do romance de Kajio de 1992, Vagueações de Emanon (さすらいエマノン, Sasurai Emanon), foi seriada na Monthly Comic Ryū de 18 de Outubro de 2008 a 19 de Dezembro de 2017. A Tokuma Shoten reuniu os seus capítulos em três volumes, lançados a 3 de Abril de 2012, 30 de Novembro de 2013 e 26 de Abril de 2018.

### América do Norte
A série foi licenciada na América do Norte pela Dark Horse Comics em 2018. Lançaram Lembranças de Emanon a 8 de Maio de 2019, o primeiro e segundo volumes de Vagueações de Emanon  a 14 de Agosto e 4 de Dezembro do mesmo ano, respectivamente, e esperam lançar o terceiro a 14 de Junho de 2023.

### Portugal
Em Portugal, Lembranças de Emanon foi lançada pela Sendai Editora. A versão portuguesa é única pois é a única a incluir tanto o manga como o conto original de 1979. Foi lançado a 22 de outubro de 2022 no IberAnime do Porto. Esperam lançar Vagueações de Emanon em Outubro de 2023.

## Receção

### Internacional
Lembranças de Emanon foi nomeado para o Prémio Seiun na categoria de Banda Desenhada em 2009. Em 2019, na San Diego Comic-Con International, a série foi listada na categoria Underrated but Awesome Manga (Mangas Subestimados mas Incríveis) pelo painel anual Best and Worst Manga (Os Melhores e Piores Mangas).
Ao escrever para a Otaku USA, Jason Thompson fez uma crítica positiva a Lembranças de Emanon, recomendando o volume e comentando: "A arte incrível, as discussões filosóficas sobre ficção científica, e as sequências atmosféricas sem palavras compõem este conto como um passeio de ferry".
Sean Gaffney de A Case Suitable For Treatment também elogiou o volume, acrescentando que "funciona muito bem como um volume único e entra em algumas das grandes questões de como funciona a memória".
Gaffney também elogiou os diálogos e a obra de arte de Tsuruta, concluindo: "Se estás à procura de algo introspectivo e instigante, esta é uma boa escolha". Numa crítica mais negativa, Demelza da Anime UK News criticou a história e as personagens, chamando-lhes "brandos" e sem personalidade. Demelza, no entanto, elogiou o trabalho artístico, o fluxo dos painéis e a expressividade das personagens, e concluiu: "A obra de arte é o que salva a obra e mesmo assim não é suficiente para me vender a ideia de mais".

### Portugal
Raquel Cupertino, do ptAnime, elogia a edição portuguesa dizendo "É uma edição muito interessante, diferente pela positiva e com extras que valem a pena e dão ainda mais vontade de ler." e elogia as páginas coloridas que a mesma tem.
Helder Archer, do OtakuPT, diz que a adaptação está "espetacular" e "muito bem conseguida", além disso deixa claro que a versão portuguesa "definitivamente [..] vale muito a pena".
Pedro Cleto, em As Leituras do Pedro, diz que Lembranças de Emanon tem "uma aura de mistério e de fantástico" e elogia a arte com traço fino e expressivo.